# Список Героев Советского Союза (Копытов — Корчагин)
В настоящем списке представлены в алфавитном порядке все Герои Советского Союза, чьи фамилии начинаются с буквы «К» (всего 1760 человек, из которых 22 удостоены звания дважды и один — И. Н. Кожедуб — трижды). Список содержит даты Указов Президиума Верховного Совета СССР о присвоении звания, информацию о роде войск, должности и воинском звании Героев на дату представления к присвоению звания Героя Советского Союза, годах их жизни.
Ударения в фамилиях Героев приведены по книге «Герои Советского Союза: Краткий биографический словарь / Пред. ред. коллегии И. Н. Шкадов. — М.: Воениздат, 1987. — Т. 1 /Абаев — Любичев/. — 911 с. — 100 000 экз. — ISBN отс., Рег. № в РКП 87-95382.».
- Персиковым цветом  в таблице выделены Герои, удостоенные звания дважды и более раз.
- Серым цветом  в таблице выделены Герои, представленные к званию посмертно.

| Навигационная таблица | Навигационная таблица                |
| --------------------- | ------------------------------------ |
| «К»                   | Кабак Николай — Калинин Николай      |
| «К»                   | Калинин Степан — Кармацкий Владимир  |
| «К»                   | Кармацкий Тимофей — Кживонь Анеля    |
| «К»                   | Киба Григорий — Клевцов Сергей       |
| «К»                   | Клейбус Фёдор — Коваленко Сергей     |
| «К»                   | Коваленко Юрий — Колдубов Михаил     |
| «К»                   | Колдунов Александр — Компанеец Фёдор |
| «К»                   | Компаниец Алексей — Копытин Михаил   |
| «К»                   | Копытов Михаил — Корчагин Лев        |
| «К»                   | Корчак Иосиф — Котов Николай         |
| «К»                   | Котов Сергей — Краснов Анатолий      |
| «К»                   | Краснов Виктор — Крюков Василий      |
| «К»                   | Крюков Владимир — Кузнецов Николай   |
| «К»                   | Кузнецов Павел — Кунавин Григорий    |
| «К»                   | Кунгурцев Евгений — Кянжин Пантелей  |

| № п/п | Фамилия Имя Отчество                                                                 | Дата Указа | Род войск    | Должность | Звание                    | Годы жизни                            | БС ГС НЛ                        |
| ----- | ------------------------------------------------------------------------------------ | ---------- | ------------ | --- | ------------------------- | ------------------------------------- | ------------------------------- |
| 937   | Копы́тов Михаил Борисович                                                             | 10.01.1944 | десантники   | разведчик 9-го гвардейского воздушно-десантного стрелкового полка 4-й гвардейской воздушно-десантной дивизии 60-й армии Воронежского фронта | гвардии ефрейтор          | 17.09.1921 — 14.04.1974               | [ БС 1 ] [ ГС 1 ] [ НЛ 1 ]      |
| 938   | Копы́тов Степан Логинович                                                             | 15.01.1944 | пехота       | стрелок 29-го гвардейского стрелкового полка 12-й гвардейской стрелковой дивизии 61-й армии Центрального фронта | гвардии младший сержант   | 15.08.1924 — 22.12.1993               | [ БС 1 ] [ ГС 2 ] [ НЛ 2 ]      |
| 939   | Кораблёв Константин Иванович                                                         | 07.04.1940 | пехота       | командир взвода противотанковых орудий 222-го стрелкового полка 49-й стрелковой дивизии 13-й армии | лейтенант                 | 21.05.1903 — 07.12.1941               | [ БС 2 ] [ ГС 3 ] [ НЛ 3 ]      |
| 940   | Кора́блин Владимир Васильевич                                                         | 21.07.1944 | пехота       | стрелок 994-го стрелкового полка 286-й стрелковой дивизии 21-й армии Ленинградского фронта | красноармеец              | 1923 — 14.06.1944                     | [ БС 3 ] [ ГС 4 ] [ НЛ 4 ]      |
| 941   | Ко́рбут Пётр Юлианович                                                                | 19.03.1944 | танкист      | командир 37-й гвардейской танковой бригады 2-го гвардейского механизированного корпуса 5-й ударной армии 4-го Украинского фронта | гвардии полковник         | 29.09.1908 — 04.02.1944               | [ БС 3 ] [ ГС 5 ] [ НЛ 5 ]      |
| 942   | Коргуза́лов Владимир Леонидович                                                       | 25.10.1943 | инженер      | начальник инженерной службы 3-го гвардейского механизированного корпуса 47-й армии Воронежского фронта | гвардии майор             | 27.07.1896 — 12.07.1944               | [ БС 3 ] [ ГС 6 ] [ НЛ 6 ]      |
| 943   | Ко́рда Василий Егорович укр. Корда Василь Єгорович                                    | 20.04.1945 | морской флот | командир пулемётного взвода 384-го отдельного батальона морской пехоты Одесской военно-морской базы Черноморского флота | младший лейтенант         | 27.07.1918 — 27.03.1944               | [ БС 3 ] [ ГС 7 ] [ НЛ 7 ]      |
| 944   | Кордонский Шика Абрамович (Кордонский Шик Абрамович) ивр. שיקה אברמוביץ' קורדונסקי‎   | 04.10.1990 | авиация      | штурманэскадрильи 36-го минно-торпедного авиационного полка 1-й минно-торпедной авиационной дивизии ВВС Черноморского флота | капитан                   | 17.10.1915 — 28.09.1943               | [ БС 4 ] [ ГС 8 ] [ НЛ 8 ]      |
| 945   | Кордюче́нко Василий Харитонович укр. Кордюченко Василь Харитонович                    | 10.01.1944 | инженер      | сапёр 180-го отдельного сапёрного батальона 167-й стрелковой дивизии 38-й армии 1-го Украинского фронта | красноармеец              | 18.06.1899 — 11.05.1947               | [ БС 3 ] [ ГС 9 ] [ НЛ 9 ]      |
| 946   | Кореля́ков Алексей Николаевич                                                         | 08.09.1945 | пехота       | стрелок мотострелкового батальона 172-й танковой бригады 5-го стрелкового корпуса 2-го Дальневосточного фронта | красноармеец              | 27.03.1926 — 18.06.1950               | [ БС 3 ] [ ГС 10 ] [ НЛ 10 ]    |
| 947   | Коренко́в Иван Алексеевич                                                             | 17.11.1943 | артиллерия   | командир батареи 195-го горно-миномётного полка РГК в составе 18-й армии Северо-Кавказского фронта | капитан                   | 02.06.1920 — 05.12.1943               | [ БС 3 ] [ ГС 11 ] [ НЛ 11 ]    |
| 948   | Коренчу́к Феодосий Павлович укр. Коренчук Феодосій Павлович                           | 26.04.1940 | комиссар     | политрук сапёрного взвода 4-го пограничного полка Главного управления пограничных войск НКВД СССР | заместитель политрука     | 11.01.1917 — 06.07.1981               | ——                              |
| 949   | Коренько́в Василий Матвеевич                                                          | 17.10.1943 | пехота       | автоматчик 705-го стрелкового полка 121-й стрелковой дивизии 60-й армии Центрального фронта | ефрейтор                  | 25.04.1913 — 13.02.1984               | гс                              |
| 950   | Корж Василий Захарович бел. Корж Васіль Захаравіч                                    | 15.08.1944 | партизан     | актвный участник партизанской борьбы в Белоруссии, командир Пинского партизанского соединения, член Пинского подпольного обкома КП(б)Б | —                         | 01.01.1899 — 05.05.1967               | [ БС 5 ] [ ГС 14 ] [ НЛ 13 ]    |
| 951   | Коржа́вин Фёдор Иванович                                                              | 21.02.1945 | связисты     | телефонист управления дивизиона 410-го артиллерийского полка 134-й стрелковой дивизии 69-й армии 1-го Белорусского фронта | старший сержант           | 21.04.1902 — 25.08.1992               | [ БС 6 ] [ ГС 15 ] [ НЛ 14 ]    |
| 952   | Коржо́в Даниил Трофимович                                                             | 15.01.1944 | кавалерия    | сабельник 60-го гвардейского кавалерийского полка 16-й гвардейской кавалерийской дивизии 7-го гвардейского кавалерийского корпуса 61-й армии Центрального фронта                                                                                              | гвардии красноармеец      | 1902 — ноябрь 1943 (пропал без вести) | [ БС 6 ] [ ГС 16 ] [ НЛ 15 ]    |
| 953   | Коржу́шко Владимир Викторович                                                         | 10.01.1944 | пехота       | помощник командира взвода 1140-го стрелкового полка 340-й стрелковой дивизии 38-й армии Воронежского фронта | старший сержант           | 16.08.1921 — 10.03.2001               | [ БС 6 ] [ ГС 17 ] [ НЛ 16 ]    |
| 954   | Корзо́в Константин Герасимович                                                        | 26.10.1943 | артиллерия   | командир орудия 1844-го истребительно-противотанкового артиллерийского полка 30-й отдельной истребительно-противотанковой артиллерийской бригады РГК в составе 7-й гвардейской армии Степного фронта                                                          | ефрейтор                  | 1904 — 08.07.1944                     | [ БС 6 ] [ ГС 18 ] [ НЛ 17 ]    |
| 955   | Корзу́н Андрей Григорьевич бел. Корзун Андрэй Рыгоравіч                               | 21.02.1944 | артиллерия   | орудийный номер 12-го гвардейского артиллерийского полка 3-го контрбатарейного артиллерийского корпуса Ленинградского фронта | гвардии красноармеец      | 12.12.1911 — 05.11.1943               | [ БС 6 ] [ ГС 19 ] [ НЛ 18 ]    |
| 956   | Корзуно́в Иван Егорович                                                               | 24.07.1943 | авиация      | командир эскадрильи 40-го бомбардировочного авиационного полка 63-й бомбардировочной авиационной бригада ВВС Черноморского флота | майор                     | 03.05.1915 — 29.10.1966               | [ БС 6 ] [ ГС 20 ] [ НЛ 19 ]    |
| 957   | Коркоце́нко Дмитрий Игнатьевич                                                        | 15.05.1946 | авиация      | командир звена 873-го штурмового авиационного полка 231-й штурмовой авиационной дивизии 5-й воздушной армии 2-го Украинского фронта | младший лейтенант         | 01.05.1922 — 11.04.1990               | [ БС 6 ] [ ГС 21 ] [ НЛ 20 ]    |
| 958   | Корми́лкин Иван Алексеевич                                                            | 24.03.1945 | артиллерия   | командир отделения разведки батареи 45-й гвардейской пушечной артиллерийской бригады 46-й армии 2-го Украинского фронта | гвардии старший сержант   | 21.01.1914 — 22.10.1989               | [ БС 7 ] [ ГС 22 ] [ НЛ 21 ]    |
| 959   | Корми́шин Иван Григорьевич                                                            | 27.06.1945 | танкист      | командир танковой роты 56-й гвардейской танковой бригады 7-го гвардейского танкового корпуса 3-й гвардейской танковой армии 1-го Украинского фронта | гвардии старший лейтенант | 06.12.1923 — 10.07.1945               | [ БС 8 ] [ ГС 23 ] [ НЛ 22 ]    |
| 960   | Ко́рнев Александр Александрович                                                       | 10.04.1945 | пехота       | командир мотоциклетного отделения 50-го отдельного мотоциклетного полка 3-й гвардейской танковой армии 1-го Украинского фронта | сержант                   | 07.04.1921 — 25.02.1945               | [ БС 8 ] [ ГС 24 ] [ НЛ 23 ]    |
| 961   | Ко́рнев Александр Степанович                                                          | 02.08.1944 | авиация      | командир эскадрильи 809-го штурмового авиационного полка 264-й штурмовой авиационной дивизии 2-й воздушной армии 1-го Украинского фронта | майор                     | 26.01.1921 — 29.08.2003               | ——                              |
| 962   | Ко́рнев Василий Иванович                                                              | 23.07.1944 | пехота       | пулемётчик 392-го стрелкового полка 73-й стрелковой дивизии 48-й армии 1-го Белорусского фронта | младший сержант           | 14.10.1922 — 19.01.1998               | [ БС 8 ] [ ГС 26 ] [ НЛ 24 ]    |
| 963   | Ко́рнев Григорий Семёнович                                                            | 25.10.1938 | танкист      | командир танка 118-го стрелкового полка 40-й стрелковой дивизии 1-й Приморской армии Дальневосточного фронта | младший комвзвод          | 1913 — 31.07.1938                     | ——                              |
| 964   | Ко́рнев Иван Ильич                                                                    | 19.04.1945 | пехота       | стрелок 781-го стрелкового полка 124-й стрелковой дивизии 39-й армии 3-го Белорусского фронта | ефрейтор                  | 1900 — 15.01.1945                     | [ БС 8 ] [ ГС 28 ] [ НЛ 25 ]    |
| 965   | Ко́рнев Иван Фёдорович                                                                | 26.10.1943 | связисты     | телефонист 107-й отдельной гвардейской роты связи 78-й гвардейской стрелковой дивизии 7-й гвардейской армии Степного фронта | гвардии красноармеец      | 25.09.1906 — 24.09.1990               | [ БС 9 ] [ ГС 29 ] [ НЛ 26 ]    |
| 966   | Ко́рнев Леонид Семёнович                                                              | 24.03.1945 | комиссар     | заместитель по политической части командира батальона 130-го гвардейского стрелкового полка 44-й гвардейской стрелковой дивизии 65-й армии 1-го Белорусского фронта                                                                                           | гвардии старший лейтенант | 1915 — 20.10.1944                     | [ БС 10 ] [ ГС 30 ] [ НЛ 27 ]   |
| 967   | Корне́ев Афанасий Кузьмич                                                             | 24.03.1945 | пехота       | командир взвода 170-го гвардейского стрелкового полка 57-й гвардейской стрелковой дивизии 8-й гвардейской армии 1-го Белорусского фронта | гвардии младший лейтенант | 18.05.1922 — 02.08.1944               | [ БС 10 ] [ ГС 31 ] [ НЛ 28 ]   |
| 968   | Корне́ев Василий Климович                                                             | 24.03.1945 | танкист      | командир танковой роты 34-го гвардейского отдельного тяжёлого танкового полка 8-й гвардейской армии 1-го Белорусского фронта | гвардии капитан           | 05.01.1911 — 27.01.1945               | [ БС 10 ] [ ГС 32 ] [ НЛ 29 ]   |
| 969   | Корне́ев Василий Терентьевич                                                          | 26.10.1943 | артиллерия   | командир батареи 1844-го истребительно-противотанкового артиллерийского полка 30-й отдельной истребительно-противотанковой артиллерийской бригады РГК в составе 7-й гвардейской армии Степного фронта                                                         | старший лейтенант         | 10.12.1920 — 08.10.1943               | [ БС 10 ] [ ГС 33 ] [ НЛ 30 ]   |
| 970   | Корне́ев Владимир Дмитриевич                                                          | 24.03.1945 | пехота       | помощник командира взвода 41-й гвардейской отдельной разведывательной роты 39-й гвардейской стрелковой дивизии 8-й гвардейской армии 1-го Белорусского фронта                                                                                                 | гвардии старший сержант   | 28.03.1924 — 12.08.1944               | [ БС 10 ] [ ГС 34 ] [ НЛ 31 ]   |
| 971   | Корне́ев Георгий Ильич                                                                | 24.03.1945 | пехота       | командир батальона 176-го гвардейского стрелкового полка 59-й гвардейской стрелковой дивизии 46-й армии 2-го Украинского фронта | гвардии капитан           | 29.03.1907 — 05.12.1944               | [ БС 10 ] [ ГС 35 ] [ НЛ 32 ]   |
| 972   | Корне́ев Григорий Иванович                                                            | 19.03.1944 | комиссар     | заместитель по политической части командира батальона 610-го стрелкового полка 203-й стрелковой дивизии 12-й армии 3-го Украинского фронта | капитан                   | 15.11.1902 — 21.05.1944               | [ БС 10 ] [ ГС 36 ] [ НЛ 33 ]   |
| 973   | Корне́ев Иван Александрович                                                           | 18.08.1945 | авиация      | заместитель командира 63-го ночного бомбардировочного авиационного полка 132-й бомбардировочной авиационной дивизии 4-й воздушной армии 2-го Белорусского фронта                                                                                              | майор                     | 26.11.1907 — 25.04.1945               | [ БС 11 ] [ ГС 37 ] [ НЛ 34 ]   |
| 974   | Корне́ев Иван Ильич                                                                   | 27.02.1945 | артиллерия   | наводчик орудия 147-го гвардейского артиллерийского полка 15-й гвардейской кавалерийской дивизии 7-го гвардейского кавалерийского корпуса 1-го Белорусского фронта                                                                                            | гвардии сержант           | 05.05.1914 — 14.06.1989               | [ БС 12 ] [ ГС 38 ] [ НЛ 35 ]   |
| 975   | Корне́ев Яков Фёдорович                                                               | 15.01.1944 | связисты     | начальник центральной телефонной станции роты связи 1183-го стрелкового полка 356-й стрелковой дивизии 61-й армии Центрального фронта | старший сержант           | 05.04.1910 — 13.02.1952               | [ БС 12 ] [ ГС 39 ] [ НЛ 36 ]   |
| 976   | Корне́йко Василий Харитонович укр. Корнійко Василь Харитонович                        | 13.09.1944 | пехота       | командир пулемётного взвода 60-го гвардейского стрелкового полка 20-й гвардейской стрелковой дивизии 37-й армии 3-го Украинского фронта | гвардии младший лейтенант | 1924 — 27.03.1944                     | [ БС 12 ] [ ГС 40 ] [ НЛ 37 ]   |
| 977   | Ко́рнер Виктор Дмитриевич (Подкладный Виктор Дмитриевич) укр. Корнер Віктор Дмитрович | 14.09.1945 | морской флот | командир монитора «Сун-Ят-Cен» 1-й бригады речных кораблей Амурской флотилии | капитан 3-го ранга        | 20.01.1912 — 12.05.1984               | [ БС 12 ] [ ГС 41 ] [ НЛ 38 ]   |
| 978   | Корние́нко Иван Михеевич                                                              | 02.09.1943 | авиация      | командир эскадрильи 270-го истребительного авиационного полка 203-й истребительной авиационной дивизии 1-го штурмового авиационного корпуса 5-й воздушной армии Степного фронта                                                                               | капитан                   | 21.12.1917 — 17.03.1948               | [ БС 12 ] [ ГС 42 ] [ НЛ 39 ]   |
| 979   | Корние́нко Иван Моисеевич укр. Корнієнко Іван Мойсейович                              | 24.03.1945 | пехота       | пулемётчик 438-го стрелкового полка 129-й стрелковой дивизии 3-й армии 1-го Белорусского фронта | ефрейтор                  | 1920 — 18.01.1945                     | [ БС 12 ] [ ГС 43 ] [ НЛ 40 ]   |
| 980   | Корние́нко Николай Ильич                                                              | 24.03.1945 | пехота       | командир отделения 619-го стрелкового полка 203-й стрелковой дивизии 53-й армии 2-го Украинского фронта | младший сержант           | 03.05.1924 — 28.02.2011               | [ БС 13 ] [ ГС 44 ] [ НЛ 41 ]   |
| 981   | Корние́нко Прокофий Прокофьевич укр. Корнієнко Прокіп Прокопович                      | 20.12.1943 | пехота       | разведчик взвода пешей разведки 847-го стрелкового полка 303-й стрелковой дивизии 57-й армии Степного фронта | красноармеец              | 09.02.1911 — 10.06.1972               | [ БС 14 ] [ ГС 45 ] [ НЛ 42 ]   |
| 982   | Корнила́ев Анатолий Николаевич                                                        | 24.12.1943 | артиллерия   | командир взвода управления батареи 317-го гвардейского истребительно-противотанкового артиллерийского полка РГК в составе 47-й армии Воронежского фронта | гвардии лейтенант         | 10.09.1923 — 19.03.2011               | [ БС 14 ] [ ГС 46 ] [ НЛ 43 ]   |
| 983   | Корни́лов Борис Александрович                                                         | 21.03.1940 | авиация      | старший лётчик-наблюдатель 50-го скоростного бомбардировочного авиационного полка 18-й скоростной бомбардировочной авиационной бригады 7-й армии Северо-Западного фронта                                                                                      | лейтенант                 | 27.02.1915 — 01.03.1940               | [ БС 14 ] [ ГС 47 ] [ НЛ 44 ]   |
| 984   | Корни́лов Михаил Дмитриевич                                                           | 18.08.1945 | авиация      | командир эскадрильи 502-го штурмового авиационного полка 214-й штурмовой авиационной дивизии 15-й воздушной армии 2-го Прибалтийского фронта | старший лейтенант         | 26.08.1922 — 17.03.1945               | [ БС 14 ] [ ГС 48 ] [ НЛ 45 ]   |
| 985   | Корни́лов Михаил Семёнович                                                            | 22.02.1944 | артиллерия   | наводчик орудия батареи 45-мм пушек 936-го стрелкового полка 254-й стрелковой дивизии 52-й армии Воронежского фронта | сержант                   | 1923 — 05.11.1943                     | [ БС 14 ] [ ГС 49 ] [ НЛ 46 ]   |
| 986   | Корни́цкий Михаил Михайлович                                                          | 17.04.1943 | морской флот | командир отделения 1-го боевого участка морского десанта Новороссийской военно-морской базы Черноморский флот | младший сержант           | 13.10.1914 — 07.02.1943               | [ БС 14 ] [ ГС 50 ] [ НЛ 47 ]   |
| 987   | Корни́шин Василий Иванович                                                            | 24.03.1945 | пехота       | командир стрелкового взвода 717-го стрелкового полка 170-й стрелковой дивизии 48-й армии 1-го Белорусского фронта | младший лейтенант         | 06.10.1924 — 18.07.1944               | [ БС 14 ] [ ГС 51 ] [ НЛ 48 ]   |
| 988   | Корню́шкин Николай Фёдорович                                                          | 31.05.1945 | танкист      | командир 70-й гвардейской самоходно-артиллерийской бригады 4-й гвардейской танковой армии 1-го Украинского фронта | гвардии подполковник      | 23.04.1914 — 22.06.1985               | [ БС 15 ] [ ГС 52 ] [ НЛ 49 ]   |
| 989   | Коробе́йников Афанасий Гурьянович                                                     | 24.03.1945 | артиллерия   | командир орудия 1239-го стрелкового полка 373-й стрелковой дивизии 52-й армии 2-го Украинского фронта | старший сержант           | 27.01.1898 — 12.11.1972               | [ БС 15 ] [ ГС 53 ] [ НЛ 50 ]   |
| 990   | Коробе́йников Николай Абросимович                                                     | 10.01.1944 | пехота       | командир батальона 86-го стрелкового полка 180-й стрелковой дивизии 38-й армии Воронежского фронта | капитан                   | 06.12.1917 — 19.10.1943               | [ БС 15 ] [ ГС 54 ] [ НЛ 51 ]   |
| 991   | Коробе́шко Мирон Андреевич                                                            | 31.05.1945 | артиллерия   | старшина батареи 280-го гвардейского истребительно-противотанкового артиллерийского полка 3-й гвардейской отдельной истребительно-противотанковой артиллерийской бригады РГК в составе 2-й гвардейской танковой армии 1-го Белорусского фронта                | гвардии старшина          | 17.08.1917 — 02.09.1964               | [ БС 15 ] [ ГС 55 ] [ НЛ 52 ]   |
| 992   | Коро́бкин Василий Ильич                                                               | 12.04.1942 | авиация      | лётчик 215-го штурмового авиационного полка 47-й смешанной авиационной дивизии Западного фронта | младший лейтенант         | 12.04.1917 — 21.03.1995               | [ БС 15 ] [ ГС 56 ] [ НЛ 53 ]   |
| 993   | Коро́бкин Иван Петрович                                                               | 24.03.1945 | артиллерия   | командир дивизиона 233-го гвардейского артиллерийского полка 95-й гвардейской стрелковой дивизии 5-й гвардейской армии 2-го Украинского фронта | гвардии капитан           | 1921 — 16.04.1944                     | [ БС 15 ] [ ГС 57 ] [ НЛ 54 ]   |
| 994   | Коробко́в Дмитрий Егорович                                                            | 10.01.1944 | пехота       | пулемётчик 842-го стрелкового полка 240-й стрелковой дивизии 38-й армии Воронежского фронта | красноармеец              | 1923 — 12.11.1943                     | [ БС 16 ] [ ГС 58 ] [ НЛ 55 ]   |
| 995   | Коробко́в Павел Терентьевич                                                           | 22.02.1939 | авиация      | командир эскадрильи истребителей И-16 ВВС Испанской республики | капитан                   | 05.10.1909 — 12.04.1978               | ——                              |
| 996   | Коробко́в Фёдор Григорьевич                                                           | 14.06.1942 | генерал      | заместитель начальника ВВС ВМФ СССР | генерал-майор             | 07.06.1898 — 24.04.1942               | [ БС 16 ] [ ГС 60 ] [ НЛ 56 ]   |
| 997   | Ко́робов Александр Васильевич                                                         | 13.09.1944 | пехота       | командир отделения 794-го стрелкового полка 232-й стрелковой дивизии 40-й армии 2-го Украинского фронта | сержант                   | 13.08.1910 — 23.02.1981               | [ БС 16 ] [ ГС 61 ] [ НЛ 57 ]   |
| 998   | Ко́робов Вадим Константинович                                                         | 25.05.1976 | адмирал      | начальник штаба 3-й флотилии подводных лодок Северного флота | контр-адмирал             | 15.02.1927 — 12.04.1998               | ——                              |
| 999   | Ко́робов Григорий Ефимович                                                            | 13.09.1944 | пехота       | пулемётчик 105-го гвардейского стрелкового полка 34-й гвардейской стрелковой дивизии 46-й армии 3-го Украинского фронта | гвардии красноармеец      | 23.10.1916 — 27.11.1990               | [ БС 16 ] [ ГС 63 ] [ НЛ 58 ]   |
| 1000  | Ко́робов Михаил Николаевич                                                            | 24.03.1945 | пехота       | помощник командира взвода учебной роты 159-й стрелковой дивизии 5-й армии 3-го Белорусского фронта | старший сержант           | 13.04.1925 — 02.12.1986               | [ БС 16 ] [ ГС 64 ] [ НЛ 59 ]   |
| 1001  | Ко́робов Степан Яковлевич                                                             | 19.04.1945 | пехота       | пулемётчик 337-го стрелкового полка 54-й стрелковой дивизии 31-й армии 3-го Белорусского фронта | ефрейтор                  | 24.10.1911 — 12.12.1965               | [ БС 16 ] [ ГС 65 ] [ НЛ 60 ]   |
| 1002  | Коробчу́к Александр Кондратьевич укр. Коробчук Олександр Кіндратович                  | 16.05.1944 | пехота       | командир отделения пулемётной роты 262-го гвардейского стрелкового полка 87-й гвардейской стрелковой дивизии 2-й гвардейской армии 4-го Украинского фронта | гвардии старший сержант   | 1918 — 12.04.1944                     | [ БС 17 ] [ ГС 66 ] [ НЛ 61 ]   |
| 1003  | Коро́вин Артём Иванович                                                               | 24.03.1945 | пехота       | помощник командира 760-го стрелкового полка 208-й стрелковой дивизии 90-го стрелкового корпуса 43-й армии 1-го Прибалтийского фронта | сержант                   | 22.06.1918 — 19.02.1945               | [ БС 18 ] [ ГС 67 ] [ НЛ 62 ]   |
| 1004  | Коро́вин Илья Семёнович                                                               | 24.03.1945 | пехота       | командир отделения 286-го стрелкового полка 90-й стрелковой дивизии 42-й армии Ленинградского фронта | сержант                   | 02.08.1923 — 17.03.1944               | [ БС 18 ] [ ГС 68 ] [ НЛ 63 ]   |
| 1005  | Коро́вин Кесарь Михайлович                                                            | 15.05.1946 | авиация      | помощник по воздушно-стрелковой службе командира 637-го штурмового авиационного полка 227-й штурмовой авиационной дивизии 8-й воздушной армии 4-го Украинского фронта                                                                                         | майор                     | 30.03.1918 — 09.12.1982               | [ БС 18 ] [ ГС 69 ] [ НЛ 64 ]   |
| 1006  | Коро́вин Николай Аркадьевич                                                           | 09.09.1957 | авиация      | лётчик-испытатель Государственного Краснознамённого научно-испытательного института ВВС | подполковник              | 07.05.1920 — 08.08.1957               | ——                              |
| 1007  | Коро́вин Яков Ильич                                                                   | 29.06.1945 | авиация      | командир эскадрильи 136-го гвардейского штурмового авиационного полка 1-й гвардейской штурмовой авиационной дивизии 1-й воздушной армии 3-го Белорусского фронта                                                                                              | гвардии майор             | 1907 — 21.03.1947                     | [ БС 18 ] [ ГС 71 ] [ НЛ 65 ]   |
| 1008  | Коро́вушкин Николай Иванович                                                          | 09.09.1957 | авиация      | старший лётчик-испытатель Государственного Краснознамённого научно-испытательного института ВВС | подполковник              | 19.03.1921 — 03.07.2003               | ——                              |
| 1009  | Корого́дин Иван Иванович                                                              | 03.06.1944 | пехота       | командир батальона 687-го стрелкового полка 141-й стрелковой дивизии 60-й армии 1-го Украинского фронта | капитан                   | 22.06.1919 — 26.02.2003               | [ БС 18 ] [ ГС 73 ] [ НЛ 66 ]   |
| 1010  | Королёв Александр Игнатьевич                                                         | 25.10.1943 | генерал      | командир 23-й стрелковой дивизии 47-й армии Воронежского фронта | генерал-майор             | 04.05.1901 — 29.09.1943               | [ БС 18 ] [ ГС 74 ] [ НЛ 67 ]   |
| 1011  | Королёв Василий Александрович                                                        | 31.05.1945 | кавалерия    | сабельник 9-го гвардейского кавалерийского полка 3-й гвардейской кавалерийской дивизии 2-го гвардейского кавалерийского корпуса 1-го Белорусского фронта | гвардии красноармеец      | 21.07.1907 — 29.09.1969               | [ БС 18 ] [ ГС 75 ] [ НЛ 68 ]   |
| 1012  | Королёв Василий Иванович                                                             | 22.02.1943 | авиация      | командир звена 147-го истребительного авиационного полка 1-й смешанной авиационной дивизии 14-й армии Карельского фронта | лейтенант                 | 22.02.1918 — 30.04.1989               | [ БС 19 ] [ ГС 76 ] [ НЛ 69 ]   |
| 1013  | Королёв Виталий Иванович                                                             | 27.06.1945 | авиация      | заместитель командира и инспектор-лётчик по технике пилотирования и теории полёта 482-го истребительного авиационного полка 322-й истребительной авиационной дивизии 2-й воздушной армии 1-го Украинского фронта                                              | майор                     | 05.05.1916 — 04.11.1957               | [ БС 20 ] [ ГС 77 ] [ НЛ 70 ]   |
| 1014  | Королёв Владимир Васильевич                                                          | 21.02.1945 | артиллерия   | командир противотанкового орудия 275-го гвардейского истребительно-противотанкового артиллерийского полка 4-й гвардейской истребительно-противотанковой артиллерийской бригады РГК в составе 69-й армии 1-го Белорусского фронта                              | гвардии старший сержант   | 28.07.1924 — 03.02.2006               | [ БС 20 ] [ ГС 78 ] [ НЛ 71 ]   |
| 1015  | Королёв Герасим Григорьевич                                                          | 27.02.1945 | пехота       | командир взвода 1052-го стрелкового полка 301-й стрелковой дивизии 9-го стрелкового корпуса 5-й ударной армии 1-го Белорусского фронта | лейтенант                 | 03.03.1924 — 08.02.1945               | [ БС 20 ] [ ГС 79 ] [ НЛ 72 ]   |
| 1016  | Королёв Иван Георгиевич                                                              | 10.02.1942 | авиация      | командир звена 69-го истребительного авиационного полка 21-й смешанной авиационной дивизии Южного фронта | лейтенант                 | 10.02.1921 — 18.08.1981               | [ БС 20 ] [ ГС 80 ] [ НЛ 73 ]   |
| 1017  | Королёв Иосиф Дмитриевич                                                             | 24.03.1945 | пехота       | командир 1348-го стрелкового полка 399-й стрелковой дивизии 48-й армии 1-го Белорусского фронта | майор                     | 03.11.1906 — 04.04.1987               | [ БС 20 ] [ ГС 81 ] [ НЛ 74 ]   |
| 1018  | Королёв Константин Алексеевич                                                        | 13.11.1943 | пехота       | командир батальона 1131-го стрелкового полка 337-й стрелковой дивизии 40-й армии Воронежского фронта | старший лейтенант         | 04.01.1917 — 05.09.2010               | [ БС 20 ] [ ГС 82 ] [ НЛ 75 ]   |
| 1019  | Королёв Матвей Григорьевич                                                           | 27.06.1945 | авиация      | командир эскадрильи 160-го гвардейского бомбардировочного авиационного полка 8-й гвардейской бомбардировочной авиационной дивизии 2-й воздушной армии 1-го Украинского фронта                                                                                 | гвардии майор             | 22.11.1909 — 23.05.1994               | [ БС 21 ] [ ГС 83 ] [ НЛ 76 ]   |
| 1020  | Королёв Николай Михайлович                                                           | 19.04.1945 | пехота       | командир пулемётного расчёта 1336-го стрелкового полка 319-й стрелковой дивизии 43-й армии 3-го Белорусского фронта | младший сержант           | 28.12.1927 — 16.08.2001               | [ БС 22 ] [ ГС 84 ] [ НЛ 77 ]   |
| 1021  | Королёв Николай Степанович                                                           | 10.01.1944 | комиссар     | комсорг батальона 8-го гвардейского воздушно-десантного полка 3-й гвардейской воздушно-десантной дивизии 60-й армии Воронежского фронта | гвардии старшина          | 22.05.1921 — 27.11.1943               | [ БС 22 ] [ ГС 85 ] [ НЛ 78 ]   |
| 1022  | Королёв Николай Филиппович бел. Каралёў Мікалай Піліпавіч                            | 01.01.1944 | партизан     | активный участник партизанской борьбы в Белоруссии, командир Осиповичской партизанской военно-оперативной группы Могилёвской области | —                         | 01.07.1906 — 07.04.1972               | [ БС 22 ] [ ГС 86 ] [ НЛ 79 ]   |
| 1023  | Королёв Павел Михайлович бел. Каралёў Павел Міхайлавіч                               | 27.06.1945 | артиллерия   | командир батареи 528-го пушечного артиллерийского полка 5-й пушечной артиллерийской бригады 3-й артиллерийской дивизии прорыва 7-го артиллерийского корпуса РГК в составе 5-й гвардейской армии 1-го Украинского фронта                                       | капитан                   | 29.07.1915 — 01.03.1998               | [ БС 22 ] [ ГС 87 ] [ НЛ 80 ]   |
| 1024  | Королёв Роман Алексеевич                                                             | 16.05.1944 | пехота       | командир отделения 1-го гвардейского стрелкового полка 2-й гвардейской стрелковой дивизии 56-й армии Северо-Кавказского фронта | гвардии сержант           | 06.09.1925 — 16.02.1976               | [ БС 23 ] [ ГС 88 ] [ НЛ 81 ]   |
| 1025  | Королёв Фёдор Филиппович                                                             | 24.03.1945 | артиллерия   | командир огневого взвода 214-го гвардейского гаубичного артиллерийского полка 8-й гвардейской гаубичной артиллерийской бригады 3-й гвардейской артиллерийской дивизии 5-го артиллерийского корпуса прорыва РГК в составе 5-й армии 1-го Прибалтийского фронта | гвардии лейтенант         | 19.02.1924 — 12.05.1980               | [ БС 24 ] [ ГС 89 ] [ НЛ 82 ]   |
| 1026  | Короле́нко Григорий Федотович                                                         | 13.09.1944 | пехота       | командир 936-го стрелкового полка 254-й стрелковой дивизии 73-го стрелкового корпуса 52-й армии 2-го Украинского фронта | полковник                 | 20.03.1910 — 27.05.1983               | [ БС 24 ] [ ГС 90 ] [ НЛ 83 ]   |
| 1027  | Королько́в Иван Васильевич                                                            | 15.01.1944 | пехота       | наводчик станкового пулемёта 221-го гвардейского стрелкового полка 77-й гвардейской стрелковой дивизии 61-й армии Центрального фронта | гвардии ефрейтор          | 04.10.1919 — 01.01.1984               | [ БС 24 ] [ ГС 91 ] [ НЛ 84 ]   |
| 1028  | Королько́в Иван Иванович                                                              | 08.02.1943 | танкист      | командир роты тяжёлых танков «KB» 1-го танкового батальона 133-й танковой бригады 64-й армии Сталинградского фронта | старший лейтенант         | 22.05.1915 — 06.01.1973               | [ БС 24 ] [ ГС 92 ] [ НЛ 85 ]   |
| 1029  | Королько́в Иван Фёдорович                                                             | 26.04.1944 | пехота       | автоматчик мотострелкового батальона 21-й гвардейской механизированной бригады 8-го гвардейского механизированного корпуса 1-й танковой армии 1-го Украинского фронта                                                                                         | гвардии младший сержант   | 25.03.1906 — 22.03.1979               | [ БС 24 ] [ ГС 93 ] [ НЛ 86 ]   |
| 1030  | Коро́льский Александр Михайлович                                                      | 17.11.1943 | пехота       | стрелок мотострелкового батальона 69-й механизированной бригады 9-го механизированного корпуса 3-й гвардейской танковой армии Воронежского фронта | красноармеец              | 22.08.1902 — 02.02.1944               | [ БС 24 ] [ ГС 94 ] [ НЛ 87 ]   |
| 1031  | Королю́к Иван Петрович укр. Королюк Іван Петрович                                     | 24.03.1945 | пехота       | снайпер 262-го гвардейского стрелкового полка 87-й гвардейской стрелковой дивизии 2-й гвардейской армии 4-го Украинского фронта | гвардии красноармеец      | 1895 — 09.05.1944                     | [ БС 24 ] [ ГС 95 ] [ НЛ 88 ]   |
| 1032  | Коростелёв Алексей Константинович                                                    | 19.08.1944 | авиация      | заместитель командира эскадрильи 8-го гвардейского авиационного полка 8-й гвардейской авиационной дивизии 2-го гвардейского авиационного корпуса Авиации дальнего действия СССР                                                                               | гвардии старший лейтенант | 28.08.1921 — 24.02.1990               | [ БС 25 ] [ ГС 96 ] [ НЛ 89 ]   |
| 1033  | Коростелёв Павел Степанович                                                          | 31.05.1945 | артиллерия   | старший механик-водитель самоходной установки СУ-122 347-го гвардейского тяжёлого самоходно-артиллерийского полка 1-го механизированного корпуса 2-й гвардейской танковой армии 1-го Белорусского фронта                                                      | гвардии техник-лейтенант  | 24.04.1919 — 01.02.1995               | [ БС 26 ] [ ГС 97 ] [ НЛ 90 ]   |
| 1034  | Коростелёв Пётр Иванович                                                             | 23.10.1943 | пехота       | командир отделения 569-го стрелкового полка 161-й стрелковой дивизии 40-й армии Воронежского фронта | сержант                   | 20.01.1921 — 13.08.2004               | [ БС 26 ] [ ГС 98 ] [ НЛ 91 ]   |
| 1035  | Короте́ев Константин Аполлонович                                                      | 06.04.1945 | генерал      | командующий 52-й армией 1-го Украинского фронта | генерал-полковник         | 25.02.1901 — 04.01.1953               | [ БС 26 ] [ ГС 99 ] [ НЛ 92 ]   |
| 1036  | Коро́ткий Николай Андреевич                                                           | 10.04.1945 | инженер      | командир сапёрного отделения 107-го отдельного моторизованного штурмового инженерно-сапёрного батальона 23-й моторизованной штурмовой инженерно-сапёрной бригады РГК в составе 13-й армии 1-го Украинского фронта                                             | сержант                   | 06.11.1920 — 08.12.1993               | [ БС 26 ] [ ГС 100 ] [ НЛ 93 ]  |
| 1037  | Коротко́в Алексей Иванович                                                            | 04.06.1944 | пехота       | пулемётчик 1126-го стрелкового полка 334-й стрелковой дивизии 4-й ударной армии Калининского фронта | красноармеец              | 12.08.1904 — 06.10.1943               | [ БС 26 ] [ ГС 101 ] [ НЛ 94 ]  |
| 1038  | Коротко́в Герман Владимирович                                                         | 17.11.1943 | пехота       | стрелок мотострелкового пулемётного батальона 54-й гвардейской танковой бригады 7-го гвардейского танкового корпуса 3-й гвардейской танковой армии Воронежского фронта                                                                                        | гвардии сержант           | 16.11.1925 — 09.12.2005               | [ БС 26 ] [ ГС 102 ] [ НЛ 95 ]  |
| 1039  | Коротко́в Иван Никонович                                                              | 13.09.1944 | кавалерия    | командир отделения разведки 223-го кавалерийского полка 63-й кавалерийской дивизии 5-го гвардейского кавалерийского корпуса 2-го Украинского фронта | младший сержант           | 1921 — 19.01.1959                     | [ БС 27 ] [ ГС 103 ] [ НЛ 96 ]  |
| 1040  | Коротко́в Константин Александрович                                                    | 20.12.1943 | десантники   | заряжающий миномёта миномётной роты 30-го гвардейского воздушно-десантного полка 10-й гвардейской воздушно-десантной дивизии 37-й армии Степного фронта | гвардии сержант           | 21.02.1920 — 31.03.1945               | [ БС 28 ] [ ГС 104 ] [ НЛ 97 ]  |
| 1041  | Коротко́в Михаил Иванович                                                             | 14.02.1943 | авиация      | командир эскадрильи 241-го штурмового авиационного полка 11-й смешанной авиационной дивизии 3-й армии Брянского фронта | майор                     | 08.11.1905 — 05.02.1942               | [ БС 28 ] [ ГС 105 ] [ НЛ 98 ]  |
| 1042  | Ко́рочкин Пётр Георгиевич                                                             | 24.03.1945 | артиллерия   | командир дивизиона 139-го гвардейского артиллерийского полка 69-й гвардейской стрелковой дивизии 52-й армии 2-го Украинского фронта | гвардии капитан           | 12.02.1920 — 28.08.1944               | [ БС 28 ] [ ГС 106 ] [ НЛ 99 ]  |
| 1043  | Ко́рсаков Владимир Васильевич                                                         | 24.03.1945 | танкист      | командир танка Т-34 47-й гвардейской танковой бригады 9-го гвардейского танкового корпуса 2-й гвардейской танковой армии 1-го Белорусского фронта | гвардии младший лейтенант | 15.07.1923 — 02.10.2001               | [ БС 28 ] [ ГС 107 ] [ НЛ 100 ] |
| 1044  | Ко́рсаков Николай Павлович                                                            | 28.04.1945 | кавалерия    | командир расчёта станкового пулемёта 115-го кавалерийского полка 8-й кавалерийской дивизии 6-го гвардейского кавалерийского корпуса 2-го Украинского фронта                                                                                                   | сержант                   | 1924 — 05.01.1945                     | [ БС 28 ] [ ГС 108 ] [ НЛ 101 ] |
| 1045  | Ко́рсаков Пётр Иванович                                                               | 23.09.1944 | артиллерия   | командир орудия 33-го гвардейского артиллерийского полка 14-й гвардейской стрелковой дивизии 33-го гвардейского стрелкового корпуса 5-й гвардейской армии 1-го Украинского фронта                                                                             | гвардии старший сержант   | 11.06.1919 — 12.06.1976               | [ БС 28 ] [ ГС 109 ] [ НЛ 102 ] |
| 1046  | Корсу́н Николай Нестерович укр. Корсун Микола Несторович                              | 31.05.1945 | кавалерия    | командир эскадрона 58-го гвардейского кавалерийского полка 16-й гвардейской кавалерийской дивизии 7-го гвардейского кавалерийского корпуса 1-го Белорусского фронта                                                                                           | гвардии старший лейтенант | 23.02.1911 — 16.03.1998               | [ БС 29 ] [ ГС 110 ] [ НЛ 103 ] |
| 1047  | Корсу́нский Вольф Борухович                                                           | 18.08.1945 | авиация      | заместитель командира и штурман эскадрильи 103-го штурмового авиационного полка 230-й штурмовой авиационной дивизии 4-й воздушной армии 2-го Белорусского фронта                                                                                              | старший лейтенант         | 16.11.1923 — 17.03.1950               | [ БС 30 ] [ ГС 111 ] [ НЛ 104 ] |
| 1048  | Кортуно́в Алексей Кириллович                                                          | 24.03.1945 | пехота       | командир 629-го стрелкового полка 134-й стрелковой дивизии 69-й армии 1-го Белорусского фронта | полковник                 | 28.03.1907 — 18.11.1973               | [ БС 30 ] [ ГС 112 ] [ НЛ 105 ] |
| 1049  | Коруно́в Иван Михайлович                                                              | 13.03.1944 | авиация      | штурман эскадрильи 1-го гвардейского авиационного полка 53-й авиационной дивизии 5-го авиационного корпуса Авиации дальнего действия СССР | гвардии капитан           | 25.01.1914 — 22.09.1995               | [ БС 30 ] [ ГС 113 ] [ НЛ 106 ] |
| 1050  | Корча́гин Иван Петрович                                                               | 17.10.1943 | генерал      | командир 7-го гвардейского механизированного корпуса 60-й армии 1-го Украинского фронта | гвардии генерал-лейтенант | 24.08.1898 — 24.07.1951               | [ БС 30 ] [ ГС 114 ] [ НЛ 107 ] |
| 1051  | Корча́гин Лев Павлович                                                                | 19.04.1945 | авиация      | командир эскадрильи 566-го штурмового авиационного полка 277-й штурмовой авиационной дивизии 1-й воздушной армии 3-го Белорусского фронта | капитан                   | 20.09.1922 — 01.08.2004               | [ БС 30 ] [ ГС 115 ] [ НЛ 108 ] |

| Навигационная таблица | Навигационная таблица                |
| --------------------- | ------------------------------------ |
| «К»                   | Кабак Николай — Калинин Николай      |
| «К»                   | Калинин Степан — Кармацкий Владимир  |
| «К»                   | Кармацкий Тимофей — Кживонь Анеля    |
| «К»                   | Киба Григорий — Клевцов Сергей       |
| «К»                   | Клейбус Фёдор — Коваленко Сергей     |
| «К»                   | Коваленко Юрий — Колдубов Михаил     |
| «К»                   | Колдунов Александр — Компанеец Фёдор |
| «К»                   | Компаниец Алексей — Копытин Михаил   |
| «К»                   | Копытов Михаил — Корчагин Лев        |
| «К»                   | Корчак Иосиф — Котов Николай         |
| «К»                   | Котов Сергей — Краснов Анатолий      |
| «К»                   | Краснов Виктор — Крюков Василий      |
| «К»                   | Крюков Владимир — Кузнецов Николай   |
| «К»                   | Кузнецов Павел — Кунавин Григорий    |
| «К»                   | Кунгурцев Евгений — Кянжин Пантелей  |